# John MacGregor
John Roddick Russell MacGregor, Baron MacGregor van Pulham Market (Londen, Engeland, 14 februari 1937) is een voormalig Brits politicus van de Conservative Party.
MacGregor was tussen 1979 en 1994 bewindspersoon in de kabinetten Thatcher (1979–1990) en Major (1990–1994). Hij was staatssecretaris voor Industrie van 1981 tot 1983, onderminister voor Landbouw, Visserij en Voedselvoorziening van 1983 tot 1985, onderminister voor Financiën van 1985 tot 1987, minister van Landbouw, Visserij en Voedselvoorziening van 1987 tot 1989, minister van Onderwijs van 1989 tot 1990, Lord President of the Council en Leader of the House of Commons van 1990 tot 1992 en minister van Transport van 1992 tot 1994.
MacGregor is ook een volleerd goochelaar en gaf regelmatig optredens op de televisie, waaronder als presentator op een jaarlijks liefdadigheidsprogramma voor kinderen. Op 5 juli 2001 werd MacGregor benoemd als baron MacGregor van Pulham Market en werd lid van het Hogerhuis. Hij ging op 26 juli 2019 met pensioen.
- Library of Congress Control Number: nb2010020187
- Virtual International Authority File: 152710709
- WorldCat: E39PBJghqwKr7pvXrJ7pP4Cfbd